# Beckedorf (Dolna Saksonia)
Beckedorf – miejscowość i gmina w Niemczech w kraju związkowym Dolna Saksonia, w powiecie Schaumburg, wchodzi w skład gminy zbiorowej Lindhorst.